# 織田ステノ
織田 ステノ（おりた ステノ、1902年〈明治35年〉7月20日 - 1993年〈平成5年〉4月30日）は、日本のアイヌ文化伝承者。アイヌ口頭文芸、アイヌ口承文学の第一人者とされ、特にユカㇻの伝承者として知られる。晩年のアイヌ語、アイヌの神事、口承文芸、生活文化などでの後進の指導、研究者への協力などでも知られている。ユカㇻを始めとするアイヌの生活文化全体について伝承者の少なくなった近世においては、最も信頼のおける人物の1人とされており、北海道静内地方のアイヌ文化は研究成果も資料も少ない中、アイヌ文化全般の知識を有する貴重な存在ともされている。「ステノ」の名は晩年に自称したアイヌとしての名であり、戸籍名は織田 ステ。

## 経歴
アイヌの集落であるノヤコタン（静内町農屋、現在の新ひだか町）で誕生した。幼少時に両親と死別し、母の実家で、祖母のもとで育てられた。祖母はアイヌとしての風習を厳格に守った人物であり、祖母との生活を通じて、伝統的なアイヌの風習、生活文化、言葉を身につけると共に、ユカㇻなどの民俗文化を受け継いだ。家族の方針で学校へ通うことはなく、祖母の言葉がアイヌ語のみだったため、アイヌ語を母語、日本語を第二言語として育った。
十代の頃から静内村（現・新ひだか町）で農業に従事し、第二次世界大戦後は農地経営を行っていたが、1970年代以降は徐々に農業から退き、白老町のアイヌ民族博物館や、静内町教育委員会などの業務に協力した。1972年（昭和47年）からは、静内民族文化保存会の顧問を務めた。
晩年は研究者に協力すると共に、後進に対して、アイヌ語、アイヌの神事、口承文芸、生活文化などの指導に努めた。アイヌ民族博物館では、女性に関する知識を始めとする多くの伝統的技術や、イオマンテなどの伝統儀礼などで、指導的な役割を務めた。聞き取り調査においても、日本全国の食文化を聞き書きで記録する『日本の食生活全集』（農山漁村文化協会）の第48巻『アイヌの食事』などで、多数の資料を残すことに協力した。1984年（昭和59年）にはこれらの功績により、北海道文化財保護功労賞を受賞した。
1990年代においては、日常生活でもアイヌ語を使いこなし、ユカㇻを伝承している者のわずか数人の内の1人であった。1992年（平成4年）には苫小牧市で、北海道ウタリ協会の主催による第4回アイヌ民族文化祭で、口承文学の第一人者としてユカㇻを語り、開場からの拍手を呼んだ。
最晩年には、ステノのユカㇻの聞き取りをもとにした『静内地方の伝承 織田ステノの口承文芸』が、静内町郷土史研究会から出版された。その第3巻が1993年（平成5年）に発行されたばかりの翌月、入院先の静内町の静仁会静内病院で、急性肺炎のために90歳で死去した。静内町教委学芸員の古原敏弘は、ステノを「アイヌ語で育ったほとんど最後の1人」とし、「まだ形にできていない伝承が多い」と、その死を偲んだ。

## 没後
死去と同年の1993年、アイヌ無形文化伝承保存会により、アイヌ文化入門ビデオ『アイヌ文化を学ぶ』が制作され、ステノや白沢ナベが語るユカㇻなどのアイヌ文化が収録された。この作品は1994年（平成6年）、財団法人日本視聴覚教育協会主催による優秀映像教材選奨で優秀作品賞を受賞した。1995年（平成7年）には英訳版が制作され、アメリカのアラスカ州で開催された「第1回ノーザン・ライツ国際映画祭」で上映され、高い評価を得た。
2009年（平成21年）ステノの語ったユカㇻを原作とする人形劇「アイヌの超人伝説『空とぶ少年ポイヤウンペの冒険』」が、札幌の子供劇場であるやまびこ座と札幌市こども人形劇場こぐま座により制作され、上演された。
2015年（平成27年）には新ひだか町静内山手町の山手公園に、新ひだか町図書館・博物館が開館し、アイヌ文化を題材とした一角には、ステノの残した口承文芸を聞くことのできる設備が整った。映像や生きたアイヌ語の音声資料は、これまでに存在しなかった展示方法である。
ステノに影響を受けた人物として、アイヌ文化の保存と伝承に取り組む市民団体「ヤイユーカラの森」の創設者である計良智子は、ステノの家に1年間住み込み、伝統料理や伝承などを学んだ。計良智子は、ステノとの生活を通じて、自分がアイヌ女性としての生き方や考え方を、今後の進むべき道を教わったと語っている。札幌のアイヌ刺繍作家の小川早苗は、ステノから「和人のふりをせず、アイヌであることを誇り生きろ」と教わったことが、伝承活動を始めるきっかけとなったと語っている。